# Robert Farber
Robert Farber (29 de fevereiro de 1944) é um fotógrafo e palestrante norte-americano conhecido por seu trabalho com nus, moda, paisagens e naturezas-mortas. Ele publicou onze livros de coleções originais, quatro deles revisados em edições posteriores. Ele continua a exibir trabalhos clássicos e novos em todo o mundo.

## Início de vida
Farber nasceu em 29 de fevereiro de 1944 no Dia bissexto, em Newark, Nova Jérsia e cresceu em Maplewood-South Orange. Ele se interessou por arte desde cedo e sua mãe, uma pintora, o incentivou a criar seu próprio "estúdio de arte" no porão, onde trabalhava com óleos, desenhos e aquarelas. Mais tarde, frequentou a Universidade de Miami para estudar marketing e negócios. Enquanto estudava, Farber manteve sua ambição de um dia trabalhar nas artes e descreveu como foi inicialmente inspirado a adotar a fotografia:
"Um dia eu estava caminhando em Miami Beach e vi uma mulher muito grande usando o menor biquíni que eu já tinha visto, sentada na praia, tricotando. Pensei comigo mesmo: 'Gostaria de ter uma câmera.' De repente, vi a fotografia como uma forma de capturar um momento para contar histórias. Mantive esse pensamento em mente e, depois da faculdade, comprei minha primeira câmera, uma Petri 35mm SLR. Eu não era uma pessoa técnica, frequentemente cometia erros como mudanças de cor e imagens granuladas. Mas percebi que os erros faziam com que minhas fotografias se parecessem muito com pinturas."

## Carreira
Em 1970, Farber mudou-se para a cidade de Nova York e começou a experimentar com fotografia. Ele inscreveu suas primeiras fotografias em exposições de arte ao ar livre em Manhattan na categoria "gráficos", porque a fotografia não era amplamente reconhecida como uma forma de arte legítima no final dos anos 1960 e início dos anos 1970. Em uma exposição, uma mulher se aproximou dele e perguntou se suas obras eram pinturas ou fotografias, e ele respondeu que sim, eram de fato fotografias. Ela se revelou como diretora da exposição e o informou que a fotografia não era permitida e ele teria que sair imediatamente. "Ela realmente ficou lá enquanto eu empacotava tudo e levava embora", lembrou ele em uma entrevista para a revista Photographer's Forum.
Em uma exposição diferente, ele foi abordado pelo diretor criativo de uma grande agência de publicidade que ficou impressionado com seu estilo pictórico de uma imagem de interior, e disse a ele: "Se você conseguir capturar esse clima colocando uma modelo nesse ambiente com essa iluminação, eu vou contratá-lo para fazer um anúncio de moda." Isso levou ao seu primeiro anúncio nacional com a Cotton, Inc. e a novas atribuições que impulsionaram a carreira de Farber em moda e trabalhos comerciais.

### Anos 1970 e 80
O primeiro livro de Farber, Images of Woman, publicado em 1976, foi uma série de nus femininos delicados, pictóricos e sensuais em interiores com iluminação natural e paisagens impressionistas que delineavam uma visão estética que evoluiu paralelamente à sua carreira na moda/comercial. O livro chamou a atenção de editores, diretores de arte de publicidade e galeristas, o que levou a novos trabalhos comerciais e exposições de arte. Quando trabalhava com publicações mais eróticas, como Playboy e Penthouse, Farber frequentemente optava por publicar sob nomes diferentes para não afetar sua crescente reputação como fotógrafo de arte.
No final dos anos 1970 e durante os anos 1980, ele estava fotografando para importantes clientes de moda como Bloomingdales, Saks Fifth Avenue, Macy's, Bill Blass, Anne Taylor, Christian Dior, Geoffrey Beene, Loden Frey, L'Oreal, Gillette, Revlon, Wrangler, ABC, Paramount Pictures, entre outros; com revistas GQ, Vogue, Elle, Esquire, Playboy, Viva, Cosmopolitan e Vanity Fair; e com as principais supermodelos Beverly Johnson, Gia Carangi, Linda Evangelista, Carol Alt, Christie Brinkley, Janice Dickinson e Iman.
As experiências de Farber na moda resultaram na publicação de seus dois livros seguintes, Professional Fashion Photography (1978) e The Fashion Photographer (1982). Ambos exploraram o processo criativo, mostrando os bastidores de sessões de moda e documentando como trabalhar com clientes. Esses livros de grande formato serviram bem a Farber, ajudando a elevar sua reputação na fotografia de moda, além de permitir que ele publicasse uma coleção atmosférica de novos trabalhos, Moods (1980), seu primeiro livro a combinar naturezas-mortas, paisagens e nus.
No início dos anos 1980, Farber foi abordado por músicos e produtores de vídeo para adaptar seu estilo visual para o cinema. Em 1985, ele dirigiu seu primeiro videoclipe, "Rumours of You" de Aldo Nova, que o levou a seus próprios experimentos com filmes de longa duração. Ele passou a dirigir comerciais nacionais e internacionais para televisão para clientes como Wrangler, Toyota, Loden Frey e Neutrogena, e posteriormente assinou contrato com The Gersh Agency.
Seu quinto livro, Farber Nudes (1983), atraiu os olhos da editora sênior da Doubleday e ex-primeira-dama Jacqueline Kennedy Onassis. Ela organizou uma reunião para discutir uma possível colaboração, e Farber mostrou a ela fotografias recentes que havia tirado na Riviera Francesa, incluindo muitas imagens à beira-mar. A Sra. Onassis ficou encantada com elas e disse: "Vamos chamar o livro de 'By The Sea' e adicionar imagens de várias partes do mundo." O livro apresentou um conceito único: Farber perguntou a colegas e amigos quais eram seus sentimentos ao estar à beira-mar, e seus pensamentos foram publicados em sua própria caligrafia ao lado de suas fotografias. Uma ampla gama de pessoas foi consultada, desde um escavador comercial de moluscos até celebridades famosas. Publicado pela primeira vez em 1987 e depois revisado para brochura em 1994, By The Sea ganhou o Prêmio do Diretor de Arte de Fotografia Colorida com o designer Larry Vigon.
Ao longo dos anos 1980, setenta e três imagens de Farber foram publicadas em pôsteres e distribuídas mundialmente.

### Anos 1990 e 2000
Enquanto ainda fotografava comercialmente e publicava uma retrospectiva Classic Farber Nudes: Twenty Years of Photography em 1991, Farber tomou conhecimento da Internet emergente como uma ferramenta de marketing única para sua fotografia, adquiriu o URL, Farber.com, e tornou-se um dos primeiros grandes fotógrafos a exibir seu trabalho online. No ano seguinte, surgiu uma oportunidade incomum à medida que a Internet crescia em popularidade: as pessoas começaram a enviar-lhe e-mails com perguntas criativas, técnicas e comerciais sobre seu trabalho. Isso o levou a criar uma maneira única de se envolver com outros fotógrafos — um "workshop de fotografia" online em um ambiente de realidade virtual. O conceito apresentava um tour interativo em 3D pela galeria, onde os visitantes podiam entrar em diferentes salas e ver suas várias coleções e ter suas perguntas respondidas.
Em 1996, ele lançou o PhotoWorkshop.com com o designer de web Daniel Leighton. O conteúdo do site visava atrair tanto amadores sérios quanto profissionais, com um tour ampliado pela galeria para incluir workshops e tutoriais ministrados pelo próprio Farber, bem como suas entrevistas gravadas com outros fotógrafos proeminentes. Os usuários podiam se encontrar digitalmente em salas de bate-papo e discutir seu próprio trabalho e experiências, além de postar suas próprias fotos. Tornou-se o site de educação fotográfica mais visitado na Internet (e posteriormente foi o site oficial de educação da Canon), e até 2007 recebia 50.000 visitantes únicos por dia, com 185.000 usuários registrados.

Além de sua presença no ensino online, Farber excursionou extensivamente pelos Estados Unidos e internacionalmente, dando palestras no Instituto Smithsonian, na Casa George Eastman e em muitas universidades, bem como seminários e workshops no local com modelos. A educação sobre o ofício e a profissão sempre foi um aspecto integral da vida profissional de Farber. Em seus livros desse período, Natural Beauty (2001) e American Mood (2004), ele inclui um glossário técnico dos locais, câmera, velocidades de filme e processamento para cada fotografia, um tema consistente em toda a sua obra literária. Ao descrever seus métodos de ensino para as revistas Photo Insider e o British Journal of Photography, ele também enfatiza a perspectiva única de cada fotógrafo: "Gosto de compartilhar como faço meu trabalho. [Mas] mesmo nas mesmas configurações exatas, nenhuma imagem sai idêntica. Todas as fotografias refletem o fotógrafo, o técnico é apenas um lado." E ainda em sua introdução a Natural Beauty:
"Claro, muitas imagens poderosas são tecnicamente perfeitas, mas não é isso que as torna grandes. Se o espectador for atraído por uma exposição perfeita, então a imagem carece do que é mais importante: a alma de seu criador. Tudo isso se traduz em sensibilidade: sensibilidade ao assunto, seja ele humano ou não. Uma faísca nos olhos não é meramente um reflexo de luz, assim como uma lágrima é mais do que uma gota d'água. Você tem que sentir seu assunto da mesma forma que um dançarino tem que sentir a música."

### De 2010 até o presente
Nos últimos anos, o trabalho de Farber tem sido apresentado em feiras de arte, bem como em exposições internacionais solo em galerias e museus. Em 2013, Farber foi tema de uma exposição retrospectiva solo "Journey Through Moods" no Museu de Arte Moderna em Dubrovnik, Croácia, apresentando imagens de todos os gêneros tiradas ao longo de seus 40 anos de carreira. Em dezembro de 2013, ele foi um fotógrafo destaque da Canon na feira Art Miami. Em 2016, a editora 21st Editions colaborou com Farber em um livro de arte intitulado Colour. Ele compara os efeitos químicos degenerativos de positivos de filme descobertos nos arquivos de Farber com a Teoria das Cores de Johann Wolfgang von Goethe, e estreou na exposição de fotografia AIPAD em Nova York e participou do programa VIP da Frieze. Desde 2016, sua Série de Deterioração tem sido exibida em Bruxelas, Paris, Nova York, Florença e Miami. Em maio de 2017, Farber lançou uma coleção de nus provocativos abrangendo mais de 30 anos intitulada "UNSEEN / Midnight Studio" na WhiteBox NYC.

## Estilo
Farber tem sido descrito como um mestre do nu e do "clima romântico". Suas sensibilidades visuais foram influenciadas pela "luz direcional dos pintores das escolas holandesa e flamenga, e também pelo foco suave de alguns pintores impressionistas". Seus primeiros nus femininos e naturezas-mortas eram frequentemente fotografados em locais na natureza e prestam homenagem direta ao senso de cor e textura dos Grandes Mestres, empregando também suas próprias técnicas personalizadas de filtragem. O visual "Farber" é frequentemente caracterizado por composições discretas, elegantes e arquitetônicas da forma feminina e descrito como sensual, romântico, pictórico e atmosférico, empregando foco suave e textura granulada do filme. Farber agora fotografa principalmente digitalmente, frequentemente alcançando uma textura fílmica e granulada através do "ruído" do filme digital. Seu visual é estabelecido com a câmera e evita a manipulação digital do Photoshop.

### Exposições individuais
- 1972: Biblioteca de Newark, Newark, NJ
- 1976: Nikon House, Nova York, NY
- 1976: 11 E. 57th St. "Fotografias coloridas de paisagens e naturezas-mortas" Nova York, NY
- 1978: 11 E. 57th St. "Impressões coloridas ao estilo dos Grandes Mestres" Nova York, NY
- 1979: Images Gallery of Contemporary Photography, Nova York, NY
- 1980: Dyansen Gallery, Nova York, NY
- 1981: Gallery One, São Francisco, CA
- 1994: Hankyu Gallery, Tóquio, Japão
- 2000: Cornell Museum, Delray Beach, FL
- 2001: Duggal Gallery, Nova York, NY
- 2001: Modern Books "Natural Beauty: Farber Nudes" Palo Alto, NY
- 2002: Artspace Gallery, Calgary, Canadá
- 2004: Timothy Yarger Fine Art "Natural Beauty: Farber Nudes" Beverly Hills, CA
- 2005: Kensington-Lott Fine Art, Grand Cayman, Ilhas Cayman Britânicas
- 2006: Timothy Yarger Fine Art "Romantic Moods" Beverly Hills, CA
- 2008: HW Gallery, Nápoles, FL
- 2009: Gallery 27 Brooks Institute, Santa Barbara, CA
- 2011: Frost Art Museum "My Eyes Have Seen" Miami, FL
- 2011: Artisan Works "Perspectives" Rochester, NY
- 2011: BEL'RP "BEL'ART" Paris, França
- 2013: Altamira Fine Art Gallery "American Moods" Jackson Hole, WY
- 2013: Museu de Arte Moderna de Dubrovnik "Journey Through Moods: Robert Farber Photographs" Dubrovnik, Croácia
- 2013: Borgo San Marco "Mostra Fotografica" Puglia, Itália
- 2014: Gallery 3w57 "Farberesque: From Pensive to Provocative" Nova York, NY
- 2015: Galeria Trópica "Classic Fashion" Rio de Janeiro, Brasil
- 2017: Holden Luntz "Under the bright lights: fashionable moments" Palm Beach, FL
- 2017: WhiteBox "UNSEEN / Midnight Studio" Nova York, NY
- 2017: CUBE "European Preview: The Deterioration Series" Bruxelas, Bélgica
- 2017: Jacob Javits "Capturing Beauty" Nova York, NY
- 2017: Galerie Mark Hatchem "Provocative Moods" Paris, França
- 2018: GWS Wickbold Gallery "40 Anos de Fotografía" São Paulo, Brasil
- 2018: Space15Twenty "From Sensitive to Sensuous" Los Angeles, CA
- 2018: Eduardo Secci Contemporary "Transformation" Florença, Itália
- 2022: Christopher Martin Gallery "Women As Art" (online) Aspen, Dallas
- 2022: Cavalier Gallery, "Women as Art" (online) Palm Beach, Nova York, Nantucket, Greenwich
- 2022: IFAC "Women as Art" (online) Atenas, Grécia
- 2023: The Selects Gallery "Gia" Nova York, NY
- 2023: Echo Fine Art "50 years of Evolving Vision" Cannes, França
- 2023: IFAC "Midnight Studio: Behind the Veil" Artsy (online)
- 2024: Bailey Art Gallery "Taste of 50 Years" Jupiter Island, Flórida
- 2024: Fornaciai Art Gallery "Women As Art" Florença, Itália

### Livros
- Images of Women – Amphoto, 1976 (revisado em 1979). ISBN 0-8174-2483-0
- Professional Fashion Photography – Amphoto 1978 (revisado em 1983).
- Moods – Amphoto, 1980. ISBN 0-8174-4900-0
- The Fashion Photographer – Amphoto, 1981 (revisado em 1984). ISBN 0-8174-3852-1
- Farber Nudes – Amphoto, 1983. ISBN 0-8174-3851-3
- By The Sea – Melrose Square, 1987 (revisado em 1994). ISBN 0-8174-3648-0
- Classic Farber Nudes: 20 Years of Photography – Amphoto, 1991. ISBN 0-8174-3670-7
- Natural Beauty: Farber Nudes – Merrell, 2001. ISBN 1-8589-4136-9
- American Mood – Merrell, 2004. ISBN 1-8589-4263-2
- Nuesto Mexico/Our Mexico – Edição limitada de 100, 2011.
- Colour – 21st Editions, Edição limitada de 18, 2017.

### Coleções
- Contemporary American Erotic Photography Melrose LA, 1984. ISBN 0-3945-4248-7
- How to Photograph Women Dixons World of Photography, 1984.
- Graphis Nudes: Issue No. 1 Graphis, Inc., 1993. ISBN 0-8230-6969-9
- NUDES 2" (Graphis Nudes) (v. 2) Graphis, Inc., 1997. ISBN 1-8880-0130-5
- Curve: The Female Nude Now Universe, 2003. ISBN 0-7893-0871-1
- The World's Top Photographers: Nudes Rotovision, 2005, 2007. ISBN 2-88046-823-X
- Paris Photo by Karl Lagerfeld Steidl, 2017. ISBN 978-3-95829-354-0

## Prêmios
- 1988 – Prêmio do Diretor de Arte para Fotografia Colorida – By The Sea
- 1987 – Fotógrafo do Ano – PMA (Associação de Fabricantes Fotográficos)
- 1995 – Prêmio Internacional – Sociedade Americana de Fotógrafos, Associação de Fotografia Profissional[29]